# Kościół Opieki Matki Bożej Bolesnej w Nowym Mieście nad Pilicą

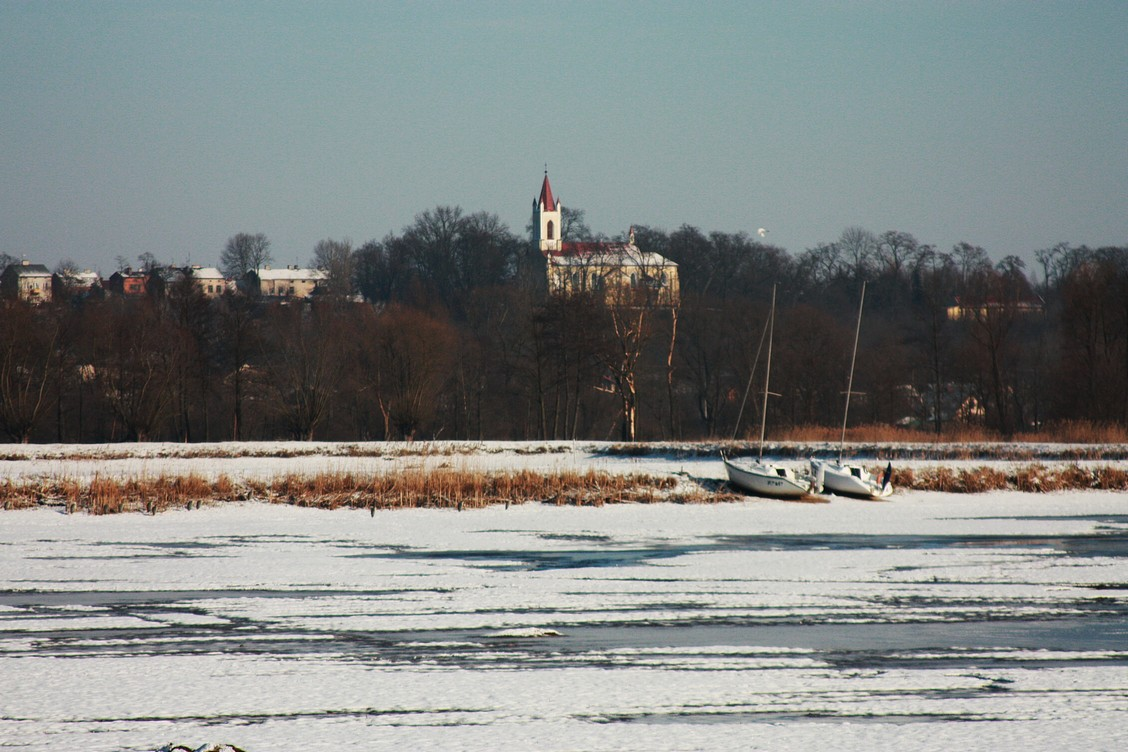
Kościół pw. Opieki Matki Boskiej Bolesnej w Nowym Mieście nad Pilicą

Kościół rzymskokatolicki Opieki Matki Bożej Bolesnej w Nowym Mieście nad Pilicą – kościół parafialny należący do dekanatu Nowe Miasto nad Pilicą diecezji łowickiej.
Świątynia została zbudowana przez Władysława Małachowskiego w 1856 roku. Kościół został wzniesiony w stylu nawiązującym do neogotyku. Budowla została konsekrowana w dniu 1 czerwca 1884 roku przez arcybiskupa Wincentego Teofila Popiela.
Do zabytków sztuki znajdujących się w kościele należą: umieszczona w głównym ołtarzu gotycka Pietà Gostomska z ok. XIV w., barokowa chrzcielnica wyrzeźbiona w piaskowcu (pochodząca z połowy XVII wieku), obrazy: św. Tekli, Drzewo Genealogiczne Chrystusa (pochodzące z XVIII wieku) oraz św. Jana Nepomucena, św. Barbary (pochodzące z XIX wieku).

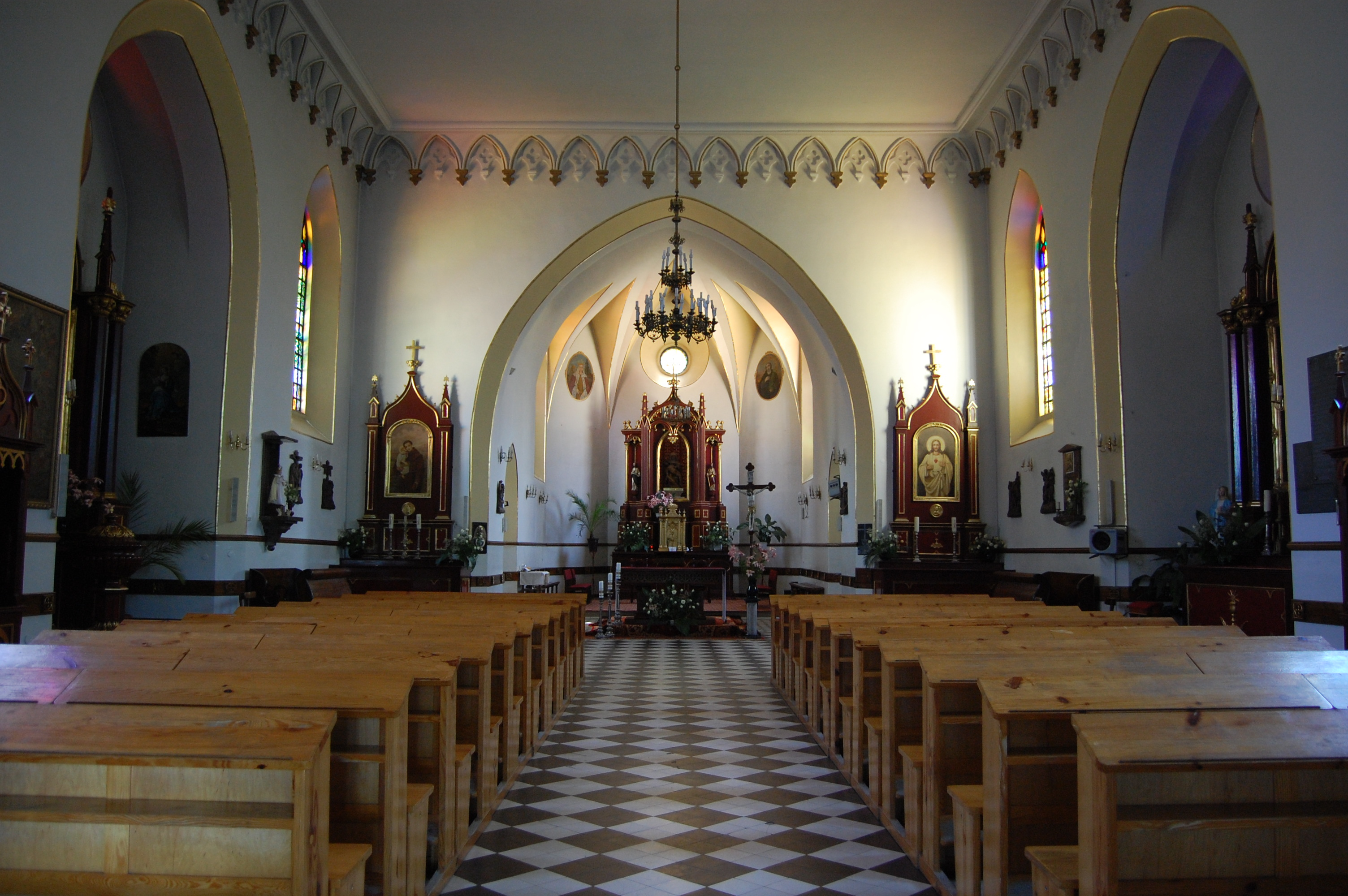
Wnętrze kościoła